# Tickety Toc
Tickety Toc se trata de uma série de animação de comédia pré-escolar produzida pela The Foundation, parte da Zodiak Media e FunnyFlux Entertainment. A série 1 consiste em 52 episódios, cada um com 11 minutos de duração, mas geralmente é exibida em vinte e seis blocos, cada um contendo dois episódios.
A série 1 foi adquirida pelo Nick Jr. Channel como parte de um acordo global. A série estreou na Ásia em 19 de abril de 2012 e posteriormente foi lançada internacionalmente com dublagens locais. Tickety Toc foi ao ar pela primeira vez na TV do Reino Unido em 23 de abril de 2012  e se tornou o programa diurno número 1 da Nick Jr. nos Estados Unidos  durante os primeiros três meses, quando foi lançado em 10 de setembro de 2012. Além da aquisição global da Nick Jr., o programa foi vendido para parceiros de TV aberta em todo o mundo. Estreia no canal Milkshake do Channel 5 em 01/11/2012. Outras emissoras que adquiriram a série de 52 episódios incluem a TG4 na Irlanda e o Canal Família no Canadá . A Anchor Bay Entertainment conseguiu os direitos de entretenimento doméstico do desenho na América do Norte e no Reino Unido.
A Jolly Rogério ou Amusement Rides LTD fez um brinquedo infantil Pufferty, apresentando os personagens principais Tommy e Tallulah. Ele possui um espelho, com o objetivo de que qualquer um possa se ver no Pufferty, a música tema do Tickety Toc e quatro efeitos sonoros.
Nos Estados Unidos, o Tickety Toc foi ao ar originalmente no bloco pré-escolar Nick Jr. da Nickelodeon, mas depois foi transferido para o canal Nick Jr. nos dias necessários. A série possui uma página no Paramount+, mas nenhum episódio foi adicionado até 12 de outubro de 2024.